# Liste de drapeaux chinois
Pour le Drapeau de la république populaire de Chine, voir Drapeau de la Chine, pour celui de la république de Taïwan, voir Drapeau de la république de Chine
Ceci est une liste actuelle et historique des différents drapeaux utilisés en Chine depuis l'époque Qing, incluant la république populaire de Chine (Chine continentale, Hong Kong et Macao) et la république de Chine (Taïwan et îles avoisinantes).

## Les drapeaux nationaux
| Drapeau | Date   | Désignation                                 | Description |
| ------- | ------ | ------------------------------------------- | --- |
|         | 1949 – | Drapeau de la république populaire de Chine | Un champ rouge, avec une grande étoile jaune au canton, avec quatre plus petites étoiles à la droite. Ce drapeau flotte en Chine Continentale, à Hong Kong et à Macao. |
|         | 1928 – | Drapeau de la république de Chine           | Un champ rouge, avec un canton bleu contenant un soleil blanc de 12 rayons. Ce drapeau flotte à Taïwan.                                                                |

## Régions administratives spécialesde la RPC
| Drapeau | Date   | Désignation          | Description |
| ------- | ------ | -------------------- | --- |
|         | 1997 – | Drapeau de Hong Kong | Une Bauhinia blakeana blanche à 5 pétales sur fond rouge                                                         |
|         | 1999 – | Drapeau de Macao     | Une fleur de lotus au-dessus d'un pont stylisé et d'eau en blanc, sous un arc de 5 étoiles d'or sur un fond vert |

## Divisions politiques de la république de Chine (Taïwan)

### Zone Nord
| Drapeau | Date | Désignation      | Description |
| ------- | ---- | ---------------- | ----------- |
|         |      | Taipei           |             |
|         |      | Keelung          |             |
|         |      | Hsinchu          |             |
|         |      | Nouveau Taipei   |             |
|         |      | Comté de Hsinchu |             |
|         |      | Comté de Taoyuan |             |

### Zone Centre
| Drapeau | Date | Désignation       | Description |
| ------- | ---- | ----------------- | ----------- |
|         |      | Chiayi            |             |
|         |      | Taichung          |             |
|         |      | Comté de Chiayi   |             |
|         |      | Comté de Miaoli   |             |
|         |      | Comté de Changhua |             |
|         |      | Comté de Yunlin   |             |

### Zone Sud
| Drapeau | Date | Désignation       | Description |
| ------- | ---- | ----------------- | ----------- |
|         |      | Kaohsiung         |             |
|         |      | Tainan            |             |
|         |      | Comté de Pingtung |             |

### Zone Est
| Drapeau | Date | Désignation      | Description |
| ------- | ---- | ---------------- | ----------- |
|         |      | Comté de Hualien |             |
|         |      | Comté de Taitung |             |
|         |      | Comté de Yilan   |             |

### Îles
| Drapeau | Date | Désignation         | Description |
| ------- | ---- | ------------------- | ----------- |
|         |      | Comté de Penghu     |             |
|         |      | Comté de Kinmen     |             |
|         |      | Comté de Lienchiang |             |

## Pavillon
| Drapeau | Date        | Désignation                        | Description                                                                                                 |
| ------- | ----------- | ---------------------------------- | --- |
|         | 1929 – 1966 | Pavillon de la république de Chine | Quatre raies jaunes dentelées sont ajoutées au drapeau de la république de Chine pour usage comme pavillon. |

## Drapeaux militaires
| Drapeau | Date      | Désignation                                                                             | Description |
| ------- | --------- | --------------------------------------------------------------------------------------- | --- |
|         | 1946 -    | Drapeau de l'Armée populaire de libération (anciennement : Armée rouge chinoise)        | Une étoile jaune sur fond rouge, et les chiffres « 8 » et « 1 » en caractères chinois, soit le 1er août, date de la création de l'Armée rouge (soulèvement de Nanchang) |
|         |           | Drapeau de l'Armée populaire de libération (armée de terre)                             | Le drapeau de l'APL avec une bande verte en bas, symbolisant la terre.                                                                                                  |
|         |           | Pavillon de l'Armée populaire de libération (marine)                                    | Le drapeau de l'APL avec des bandes bleues et blanches en bas, symbolisant la mer.                                                                                      |
|         |           | Drapeau de l'Armée populaire de libération (aviation)                                   | Drapeau de l'APL avec une bande bleue en bas, symbolisant le ciel. |
|         | 1925 -    | Drapeau de l'Armée nationale révolutionnaire, puis de l'Armée de la république de Chine | « Ciel bleu au soleil blanc », emblème du Kuomintang. |
|         | 1912 -    | Pavillon de la Marine de la république de Chine                                         | Identique au drapeau du Kuomintang. |
|         |           | Drapeau de la Force aérienne de la république de Chine                                  | |
|         | 1935-1937 | Drapeau de l'Armée rouge chinoise                                                       | |

## Drapeaux non étatiques
| Drapeau | Date   | Désignation                                    | Description |
| ------- | ------ | ---------------------------------------------- | ----------- |
|         | 1895 – | Tongmenghui, puis Kuomintang                   |             |
|         | 1921 – | Parti communiste chinois                       |             |
|         | 1979 – | Drapeau olympique utilisé pour Taipei chinois. |             |

## Drapeaux historiques
| Drapeau | Date                            | Désignation | Description |
| ------- | ------------------------------- | --- | --- |
|         | 1862 – 1890                     | Etendard de la Dynastie Qing                                                                                            | |
|         | 1890 – 1912                     | Etendard de la Dynastie Qing                                                                                            | Remplace le drapeau triangulaire. |
|         | 1851 – 1864                     | Drapeau du Royaume Céleste de la Grande Paix                                                                            | Drapeau utilisé par le Royaume Céleste de la Grande Paix, état formé lors de la révolte des Taiping. |
|         | 1895                            | Drapeau de la République de Formose                                                                                     | Bannière utilisée par les loyalistes chinois de Taïwan au moment de la cession de l'île aux Japonais. |
|         | 1912 – 1928                     | Premier drapeau de la république de Chine, dit drapeau à cinq couleurs ou "Cinq races pour une union"                   | Les couleurs représentent les cinq principaux groupes ethniques peuplant le pays : les hans en rouge, les mandchous en jaune, les mongols en bleu, les hui en blanc et les tibétains en noir. Drapeau également utilisé par plusieurs gouvernements collaborateurs chinois durant la guerre contre les Japonais. |
|         | 1911 – 1928                     | Drapeau de l'armée de la république de Chine                                                                            | Emblème du soulèvement de Wuchang, utilisé ensuite comme symbole des forces armées de la république de Chine, de 1913 à 1928. |
|         | 1916                            | Drapeaux impériaux de Yuan Shikai lors de la tentative de restauration de l'Empire (1915-1916).                         | Ces variations du drapeau à cinq couleurs soulignent la domination ethnique des hans, symbolisés par la couleur rouge. |
|         | Chine continentale: 1928 – 1949 | Drapeau de la République de Chine                                                                                       | Portant l'emblème du Kuomintang. Utilisé en Chine continentale jusqu'en 1949, à l'exception des zones sous contrôle communiste. Drapeau actuel de la république de Chine (Taïwan). |
|         | 1931 – 1934 1935 - 1937         | Drapeaux successifs de la République soviétique chinoise                                                                | |
|         | 1938 – 1940                     | Gouvernement réformé de la république de Chine                                                                          | Gouvernement collaborateur pro-japonais. Variante du drapeau à cinq couleurs, portant l'inscription « Paix, construction nationale ». |
|         | 1940 – 1945                     | Gouvernement national réorganisé de la république de Chine                                                              | Gouvernement collaborateur pro-japonais. Drapeau identique à celui du Gouvernement du Kuomintang. De 1940 à 1943, il se distingue par l'usage d'un fanion jaune, portant les inscriptions « Paix, anticommunisme, construction nationale ».                                                                      |
|         | 1959 – 1997                     | Colonie britannique de Hong Kong                                                                                        | Blue Ensign britannique portant les armes de Hong Kong (1959 – 1997). |
|         | 1870 – 1876                     | Colonie britannique de Hong Kong                                                                                        | |
|         | 1670 – 1999                     | Drapeau du Portugal, utilisé à Macao                                                                                    | En l'absence de drapeau spécifique au territoire de Macao, le drapeau portugais fut utilisé (il s'agit ici de la version de 1999). |
|         | 1926 - 1928                     | Drapeau de la clique du Fengtian.                                                                                       | Faction militaire de Zhang Zuolin en Mandchourie : contrôle Pékin de 1926 à 1928. |
|         | 1932 – 1945                     | Drapeau du Mandchoukouo                                                                                                 | Couleur jaune dominante (représentant l'ethnie des mandchous); dans le coin gauche, on retrouve le reste de l'emblème du drapeau à cinq couleurs. |
|         | 1920s – 1940s                   | Drapeau des troupes de Ma Bufang                                                                                        | Drapeau de seigneurs de guerre musulmans |
|         | 1920 – 1925                     | Drapeau du Tibet de 1920 à 1925                                                                                         | |
|         | 1912 – 1959                     | Drapeau du Tibet | Drapeau du Tibet, créé en 1916 par le 13e dalaï-lama et ayant servi à des fins militaires et officielles jusqu'en 1951, il continue à être employé par le Gouvernement tibétain en exil, mais est interdit depuis 1959 en république populaire de Chine.                                                         |
|         | 1936 – 1945 et 1945             | Drapeaux successifs du Mengjiang                                                                                        | Utilisés par le gouvernement autonomiste de Mongolie-Intérieure, qui collabora avec les japonais durant la guerre. Dans le second drapeau, la couleur bleue, symbolisant les mongols, occupe la position dominante.                                                                                              |
|         | 1942 – 1945                     | Drapeau des forces armées du gouvernement collaborateur de Nankin                                                       | |
|         | 1942 – 1945                     | Enseigne navale du gouvernement collaborateur de Nankin                                                                 | |
|         | 1933 - 1934                     | Drapeau de la première république du Turkestan Oriental encore utilisé aujourd'hui par les mouvements indépendantistes. | Le drapeau fut proposé par le fondateur de la république de Turquie, Mustafa Kemal Atatürk. Elle a une forte influence du drapeau de la Turquie. |